# マカ・チチュア
マカ・チチュア（グルジア語: მაკა ჩიჩუა、グルジア語ラテン翻字: Maka Chichua、1971年3月31日 – ）は、ジョージアのメイクアップアーティスト、女優、歌手。2014年から2018年までジョージアのファーストレディであった。チチュアは長い間、ジョージア大統領ギオルギ・マルグヴェラシヴィリの恋人としての立場であったが、マルグヴェラシヴィリが大統領在任中の2014年9月10日に結婚し、同国のファーストレディとなった。
チチュアはメイクアップアーティストである一方、女優や歌手としても活動した。彼女のシングル曲『エレクトロタルゲビ』（グルジア語: ელექტროტალღები、「電波」の意味）は、ジョージアのテレビ局マエストロで紹介された。
彼女の映画出演作としては、2012年のブラック・コメディ作品『ガイギメト』（グルジア語: გაიღიმეთ、「笑顔」の意味）がある。また彼女は、マルグヴェラシヴィリが大統領に就任するよりも以前に、テレビ局PIKに勤務していた。ファーストレディ期間では、公開オーディションのリアリティ番組「ゴット・タレント」シリーズのジョージア版「ニチエリ」に、シーズン7とシーズン8で審査員役として出演した。

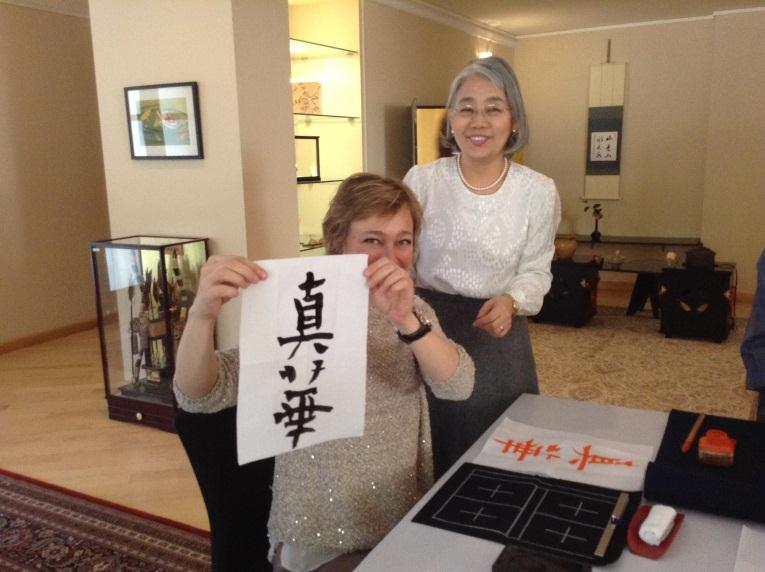
書道ワークショップで自分の漢字名を披露するマカ・チチュア（2015年）

チチュアはマルグヴェラシヴィリは、マルグヴェラシヴィリが大統領職に就く以前、少なくとも4、5年に渡ってパートナー同士であった。しかしながら2013年11月にマルグヴェラシヴィリが大統領に就任した際、二人はまだ結婚していなかったため、同国の新しいファーストレディを誰が務めるかについて、いくつかの憶測が流れた。それからほぼ1年後の2014年9月10日、マルグヴェラシヴィリ大統領とチチュアはドゥシェティの自宅にて結婚式を挙げ、チチュアは正式にジョージアのファーストレディとなった。チチュアはマルグヴェラシヴィリとの間に、息子2人――テイムラズ（2015年2月2日生）、トマ（2018年1月25日生）――をもうけた。またチチュアには以前の関係からの娘が1人、そしてマルグヴェラシヴィリの以前の関係からの継娘もいる。